# Certifikát

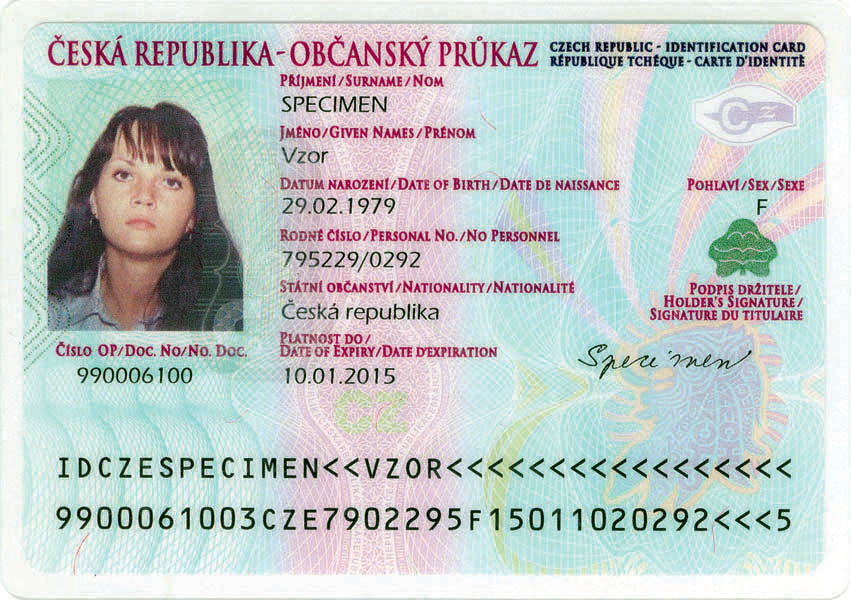
Občanský průkaz ČR

Certifikát (průkaz) je dokument, který prokazuje nějakou skutečnost.

## Účel certifikátu
Certifikát nejčastěji prokazuje:
- vlastnictví (vlastnický certifikát)
- splnění určitých kritérií (např. absolvování nějakého kurzu)
- oprávnění k určité činnosti (např. vázané živnosti, statutu certifikovaného prodejce nebo partnera)
- změnu osobních údajů občana (např. provizorní občanský průkaz, úmrtní nebo rodný list (anglicky Birth certificate))
- autenticitu k nějakým datům nebo operaci (digitální certifikát)

## Údaje na certifikátu
Každý certifikát obsahuje následující údaje:
- účel certifikátu – jakou skutečnost certifikát prokazuje (př. držitel je českým občanem, zaměstnancem firmy ABC, oprávněn k řízení automobilu, očkován proti vzteklině)
- identifikátor subjektu – znaky, podle kterých lze ověřit identitu držitele certifikátu (jméno a příjmení, fotografie, otisk prstu, výška, barva očí, výrobní číslo apod.)
- identifikátor autority – označení toho, kdo certifikát vydal (razítko, podpis, označení vydavatele)
- platnost – od kdy do kdy je certifikát platný, údaje o prodloužení platnosti
- integrita certifikátu – slouží k ověření, že certifikát je platný, úplný a že nebylo nic změněno (číslované stránky, proražené číslo na jednotlivých stránkách, hologram, speciální použitý materiál apod.)
- další atributy – může obsahovat i další pomocné atributy (adresa, funkce, rodné číslo apod.)